# Estádio Domingos Machado de Lima
O Estádio Municipal Domingos Machado de Lima, localizado  no município de Concórdia, Santa Catarina, pertence à Prefeitura de Concórdia, e pode abrigar até cinco mil torcedores (5.000), em arquibancadas cobertas e descobertas.
É a sede do Concórdia Atlético Clube (CAC), clube profissional filiado á Federação Catarinense de Futebol. Também é utilizado pelo futebol infantil (Esporte Clube Canarinho, juniores e juvenis do CAC.
Conta ainda com instalações para atletismo (pista de brita, caixa de areia, plataformas de lançamento para peso, disco, dardo, etc), utilizado em treinamentos e competições.